# جاكسون (لاعب كرة قدم)
جاكسون (بالبرتغالية: Jackson Henrique Gonçalves Pereira‏) (3 يونيو 1988 بفرانكا في البرازيل - ) هو لاعب كرة قدم برازيلي في مركز الظهير. لعب مع نادي تورونتو ونادي دالاس ونادي ساو باولو ونادي ساو كايتانو ونادي كروزيرو ونادي بوتافوغو اس بي ونادي موجي ميريم ونادي أوبيرابا الرياضي.

## وصلات خارجية
- جاكسون على موقع الدوري الأمريكي (الإنجليزية)
- جاكسون على موقع قاعدة بيانات كرة القدم.إي يو (الإنجليزية)
- جاكسون على موقع Soccerway.com (الإنجليزية)
- جاكسون على موقع AS.com (الإسبانية)